# Przechody (rejon czortkowski)
Przechody (ukr. Переходи, Perechody) – wieś na Ukrainie, w rejonie czortkowskim obwodu tarnopolskiego, w hromadzie Czortków.
Miejsce zbrodni nacjonalistów ukraińskich:
- 6 stycznia 1945 upowcy zamordowali rodzinę Ukraińca Drażniowskiego, co zostało odnotowane w Kresowej księdze sprawiedliwych Instytutu Pamięci Narodowej
- 13 kwietnia 1944 zamordowano Józefa Ilkowa, który próbował tędy wydostać się z nękanego przez niemieckich oraz ukraińskich hitlerowców Hanaczowa[1].

## Położenie
Przed 1939 r. osada w jednostce: gmina Czortków, powiat czortkowski, województwo tarnopolskie.